# تجنك (بايين خيابان ليتكوة)
تجنك (بالفارسية: تجنک) هي قرية تقع في إيران في Pain Khiyaban-e Litkuh Rural District. يقدر عدد سكانها بـ 534 نسمة بحسب إحصاء 2016.